# Кальдерон, Кристина
Кристи́на Кальдеро́н (исп. Cristina Calderón Harban, 24 мая 1928 — 16 февраля 2022) — певица и этнограф, последний чистокровный представитель индейского народа яганов, она же — последний носитель яганского языка.
В 1946 году на яганском говорило не менее 60 человек. Но к началу XXI века в Чили, а возможно, и во всём мире оставались лишь три носителя яганского языка — Кристина Кальдерон, её сестра Урсула  Кальдерон (Úrsula Calderón Harban, 1925—2003) и её золовка Эмелинда Акунья (1921—2005). После смерти Акуньи 12 октября 2005 года в возрасте 84 лет, «Абуэла» (исп. «Бабушка») Кальдерон считалась единственным носителем этого языка. Вместе со своей внучкой Кристиной Саррагой (Cristina Zárraga) и сестрой Урсулой Кристина Кальдерон издала в 2005 году книгу Hai Kur Mamashu Shis («Хочу рассказать вам историю»), в которой собраны яганские сказки, рассказанные ей представителями старших поколений племени. Кристина Саррага перевела книгу на испанский, Жаклин Винд (Jacqueline Windh) — на английский (I want to tell you a story).
Кристина Кальдерон проживала в селении Укика, на окраине Пуэрто-Уильямса, и зарабатывала на жизнь продажей туристам сувениров ручной работы.